# Universidad Tecnológica Chalmers
Universidad Tecnológica Chalmers (CTH) (sueco: Chalmers tekniska högskola), a menudo referida como Universidad Chalmers o simplemente Chalmers, es una universidad pública sueca ubicada en Gotemburgo. Se centra principalmente en investigar y educar en tecnología, ciencias naturales y arquitectura.

## Historia
La universidad fue fundada en 1829, luego de una donación de William Chalmers, un director de la compañía sueca de las indias orientales, que donó parte de su fortuna para la fundación de una "escuela industrial". Chalmers funcionó como institución privada hasta 1937, cuando el instituto se convirtió en una universidad pública. En 1994, la escuela fue incorporada como un aktiebolag (corporación), bajo el control del gobierno de Suecia, la facultad y la unión estudiantil. Chalmers es una de las tres universidades en Suecia que llevan el nombre de una persona (epónimas), las otras dos son el Instituto Karolinska y la Universidad Linneo.

## Departamentos
El 1 de enero de 2005, las antiguas escuelas fueron reemplazadas por departamentos modernos:
1. Tecnología de la información
2. Mecánica
3. Física
4. Arquitectura
5. Ingeniería química y biológica
6. Ingeniería civil y ambiental
7. Ciencia e ingeniería informática
8. Energía y medio ambiente
9. Física fundamental
10. Materiales y tecnologías de fabricación
11. Ciencias matemáticas
12. Microtecnología y nanociencia
13. Productos y producción para el desarrollo
14. Radio y ciencia espacial
15. Franqueo y tecnología marina
16. Señales y sistemas
17. Gestión de tecnología y economía

Además de éstas, Chalmers acoge seis centros nacionales dedicados a ámbitos clave, como modelización matemática, ciencias ambientales y seguridad de vehículos (SAFER).

## Estudiantes
Aproximadamente el 40% de los estudiantes de Suecia graduados de ingenieros y arquitectos son educados en Chalmers. Cada año, se otorgan alrededor de 250 titulaciones de pregrado, así como 850 títulos de posgrado. Alrededor de 1000 estudiantes de postgrado asisten a programas de la universidad, y muchos de los estudiantes están tomando programas de maestría en ciencias de ingeniería y también en arquitectura. Desde 2007, todos los programas de maestría son enseñados en inglés para los estudiantes nacionales e internacionales. Éste fue el resultado de la adaptación al proceso de Bolonia, el cual comenzó el año 2004 en Chalmers (como la primera universidad técnica en Suecia). En la actualidad, alrededor del 10% de la totalidad de los estudiantes provienen de países extranjeros, para inscribirse en una maestría o un doctorado.

## Alumnos destacados
- Nils Gustaf Dalén, Premio nobel en física
- Leif Johansson, exdirector ejecutivo (CEO) de Volvo
- Leif Östling, director ejecutivo (CEO) de Scania AB
- Peter Augustsson, exdirector ejecutivo (CEO) de Saab Automobile
- Lars G. Josefsson, exdirector ejecutivo (CEO) de Vattenfall
- Hans Stråberg, expresidente y exdirector ejecutivo (CEO) de Electrolux
- Peter Nordin, informático teórico y empresario
- Sigfrid Edström, presidente del Comité Olímpico Internacional.
- Carl Abraham Pihl, ingeniero y director del primer ferrocarril de Noruega.
- Nils Abraham Langlet, químico.
- Gert Wingårdh, arquitecto.
- Abbas Anvari, el exrector de la Universidad Sharif de Tecnología.
- Christopher Ahlberg, informático y empresario.
- Linn Berggren, artista y exmiembro y fundadora de la banda Ace of Base.
- Claes-Göran Granqvist, físico.
- Mats Hillert, metalúrgico.
- Ivar Jacobson, ingeniero en ciencias de la comunicación.
- Olav Kallenberg, probabilista.
- Hjalmar Kumlien, arquitecto.
- Ingemar Lundström, físico, presidente del Comité Nobel de Física.
- Carl Magnusson, diseñador industrial e inventor.
- Semir Mahjoub, empresario.
- Åke Öberg, científico biomédico.
- Carl Magnusson, inventor y profesor en el Instituto Tecnológico de Massachusetts.
- Jan Johansson, pianista y músico de Jazz.
- Felix Kjellberg, comentarista de videojuegos y celebridad de YouTube.